# Martin Horwood
Martin Charles Horwood (ur. 12 października 1962 w Cheltenham) – brytyjski polityk i samorządowiec, poseł do Izby Gmin, deputowany do Parlamentu Europejskiego IX kadencji.

## Życiorys
Kształcił się w Pate's Junior School i Cheltenham College. Następnie studiował historię w The Queen’s College w Oksfordzie na Uniwersytecie Oksfordzkim. Przewodniczył uczelnianej liberalnej organizacji studenckiej, a następnie Union of Liberal Students, studenckiemu związkowi powiązanemu z Partią Liberalną. Pracował m.in. w Londynie w agencji reklamowej oraz w Oksfordzie w organizacji humanitarnej Oxfam. Dołączył do Liberalnych Demokratów. Był wybierany na radnego w wyborach lokalnych.
W 2005 po raz pierwszy został wybrany do Izby Gmin z okręgu wyborczego Cheltenham. Z powodzeniem ubiegał się o reelekcję w 2010, zasiadając w niższej izbie brytyjskiego parlamentu do 2015, kiedy to nie utrzymał mandatu. W latach 2006–2010 w partyjnym gabinecie cieni odpowiadał za sprawy środowiska, żywności i obszarów wiejskich. W 2018 powrócił do samorządu, został wówczas radnym w Cheltenham. W wyborach w 2019 uzyskał natomiast mandat eurodeputowanego IX kadencji.